# Midnapore
Midnapore (Medinipur o Midnapur, bengalí মেদিনীপুর) és una ciutat i municipalitat de Bengala Occidental, capital del districte de Paschim Medinipur (Districte de West Midnapore) i de la subdivisió de Midnapore i abans capital del districte unit de Midnapore que fou el més gran de l'estat i de tota l'Índia. Consta al cens del 2001 amb una població de 153.349; el 1901 eren 33.140 habitants. Està situada a la riba del riu Kangsabati (conegut com a Kasai, Cossye i altres noms) enfront del hub ferroviari de Kharagpur a 22° 15′ N, 87° 39′ E / 22.25°N,87.65°E. El nom derivaria de la deïtat "Medinimata" ("mare del món", reencarnació de Shakti); una altra explicació diu que deriva de Medina, perquè tenia tantes mesquites com la ciutat santa. La municipalitat està dividida en 24 wards (seccions). Té una sola universitat: la universitat de Vidyasagar.

## Història
Mir Jafar, general del nabab Alivardi Khan va lluitar prop de Midnapore contra Sayyid Nur, lloctinent de Mir Habib, el 1746 en la lluita per reconquerir Orissa i evitar els atacs marathes a Bengala, Mir Habib tenia el suport dels marathes. Mir Jafar es va retirar a Burdwan i Mir Habib va poder reconquerir Midnapore fàcilment. Alivardi va derrotar el cap maratha Janoji Bhosle, prop de Burdwan, el 1747 i Janoji va fugir a Midnapore i va conservar aquesta ciutat i Orissa fins al 1749 quan Alivardi va poder entrar a Midnapore que no obstant va patir diversos atacs marathes posteriorment. A la mort d'Aliwardi el 1756 el va succeir Siraj al-Daula i el 20 de juny de 1757, traït aquest per Mir Jafar, fou derrotat per Robert Clive a Plassey, consolidant el poder de la Companyia Britànica de les Índies Orientals a Bengala i Orissa. Midnapore fou cedida als britànics per Mir Kasim el 1760, cessió ratificada pel seu successor Mir Jafar el 1763. Fou erigida en capital de districte el 1783; el districte va patir diverses modificacions. Fou centre revolucionari (revolta dels santals de 1766-1767, i la revolta chuar el 1799). El 1836 se li va afegir el districte d'Hijli i amb canvis menor el 1872 i 1876 el districte va quedar en la composició que va durar fins al 2001. El 1865 es va formar la municipalitat. Centre revolucionari contra els britànics, tres governadors van ser assassinats. El fundador de la Lliga Awami de Bangladesh i primer primer ministre d'aquest país, Huseyn Shaheed Suhrawardy era originari de la ciutat.
L'1 de gener de 2002 el districte unit de Midnapore es va dividir i la ciutat va restar capital de Paschim Medinipur o West Midnapore.

## Llocs interessants
- Temple Jagannath a Nutan Bazar, construït el 1851
- Temple de l'Hanuman a Mirzabazar
- Temple de Sitala a Barabazar
- Temple de Kali a Habibpur
- Temple de Rukmini a Nutanbazar del segle XVII
- Missió de Ramakrishna
- Temples Chapaleswar i Mahamaya a Karnagarh a 10 km, del segle XVIII